# Gustaf Birch-Lindgren
Gustaf Malcolm Birch-Lindgren, född 1 oktober 1892 i Stockholm, död 6 september 1969, var en svensk arkitekt och teknologie doktor, son till arkitekten Gustaf Lindgren och Anna Birch. Han blev mest känd som sjukhusarkitekt.

## Biografi

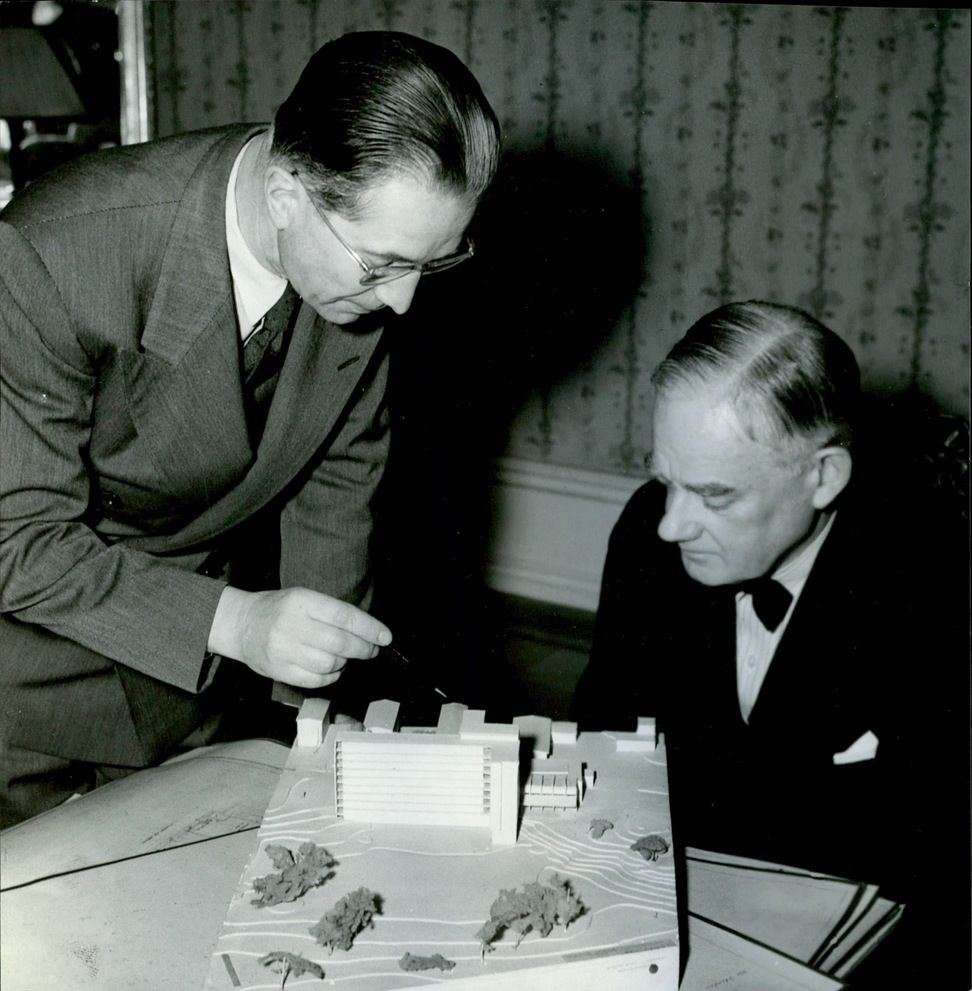
Birch-Lindgren visar en modell av en planerad utbyggnad av Stockholms sjukhem för styrelseordföranden justitierådet Hilding Forssman.

Birch Lindgren examinerades från Tekniska Högskolan i Stockholm 1915 och från Konstakademien 1917. Han disputerade 1934 vid Kungliga Tekniska högskolan, som den förste arkitekten i Sverige, för teknologie doktorsgraden på avhandlingen Svenska lasarettsbyggnader: modern lasarettsbyggnadskonst i teori och praktik. Han var arkitekt vid Byggnadsstyrelsen 1918 och vid fångvårdsstyrelsen åren 1931–1961. Han bedrev egen arkitektverksamhet i Stockholm från 1915 (från 1949 under firma Gustaf Birch-Lindgrens arkitektkontor AB). 1954 blev den sedan tidigare anställde Rudolf Holmgren delägare och man bildade G. Birch-Lindgren & R. Holmgren arkitektkontor AB. Man hade även dotterbolag i Stockholm, Göteborg och Lund.
Birch-Lindgren var också med att starta iglooismen i Sverige i början av 1930-talet. Den gick ut på att vintertid klara sig utan tält under långfärder i fjällen. I stället skulle man bygga och bo i igloo.
Han hade även uppdrag i WHO i Ceylon, Saudiarabien, Jugoslavien med flera länder.

## Igloo/snöhusperioden 1933–1942
Under början av 1930-talet sökte Gustaf Birch-Lindgren efter ett smidigt och praktiskt sätt att campa i fjällen vintertid. Efter några försök i tält och deltagande i Skidfrämjandets fjällförarekurs 1932 fann han lösningen. I kanadensiske polarforskaren Vilhjálmur Stefánssons bok Snöhyddornas folk hittade han beskrivning på hur eskimåer bygger igloo, vilket betyder ”hus” på inuiternas språk inuktitut. 1933 ledde han så tillsammans med skidpionjären och fjälledaren Olle Rimfors den första svenska iglooexpeditionen. Under det följande decenniet gjordes varje år nya expeditioner genom avlägsna platser vilket utmynnade i iglooismen, som kortfattat går ut på att färdas på långturer genom fjällvärlden genom bygga och övernatta i igloo. Då Birch-Lindgren var den som fann ritningen på igloo och därefter ledde expeditionerna i tio år kom han att kallas ”iglooismens fader”. Han tog också 1939 initiativet att bilda Svenska Iglooklubben.

## Verk i urval

### Sjukhusbyggnader

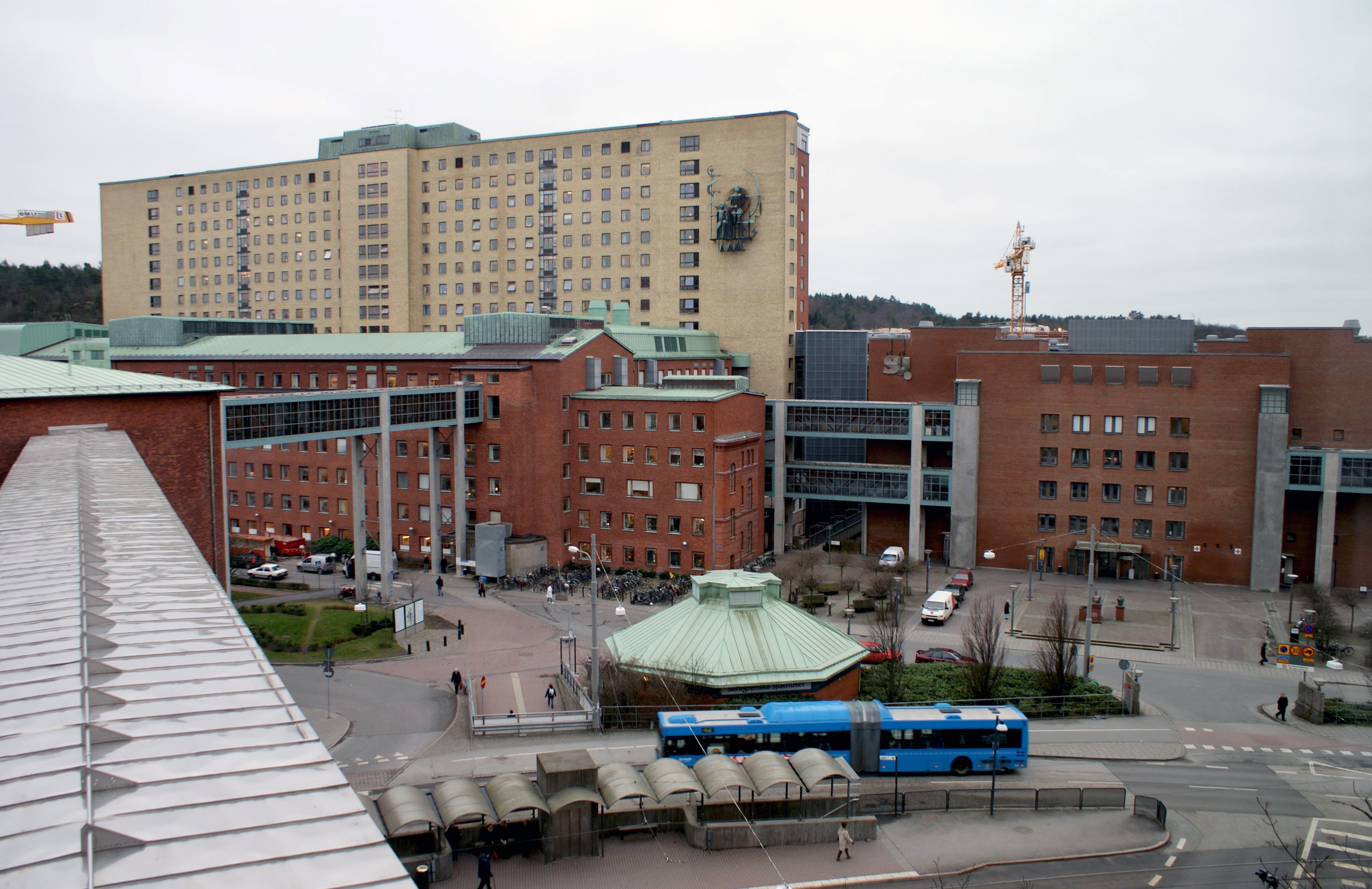
Sahlgrenska Universitetssjukhuset, Göteborg, sett från Medicinaregatan

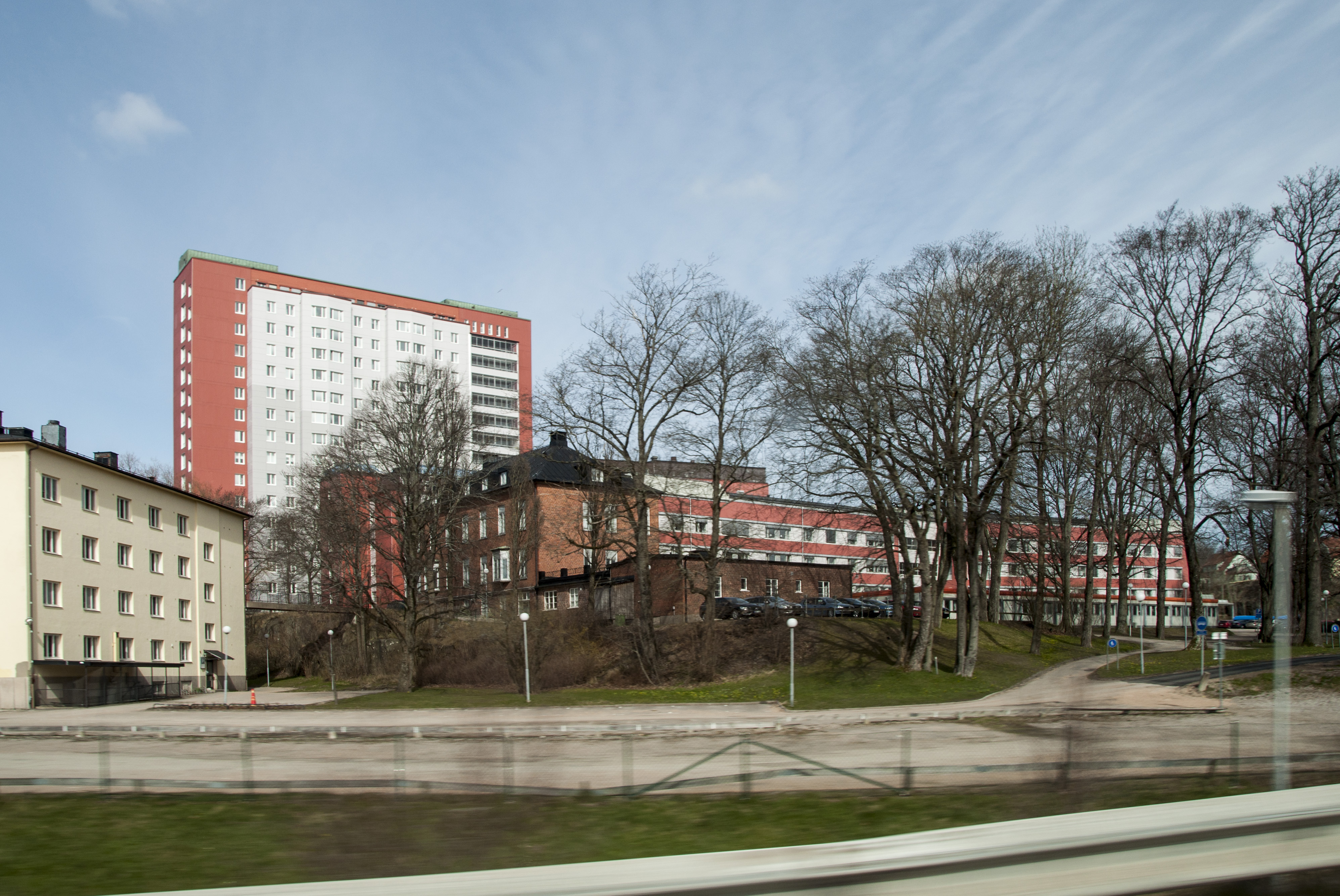
Uddevalla sjukhus

Han gjorde sig främst känd för sjukhusbyggnader, till exempel Kalmar lasarett (1937) och kriminalvårdsanstalter, Skenäs på Vikbolandet (1939) och Roxtuna utanför Linköping (1955). Ett viktigt verk inom svensk modernism var sanatoriet och lungkliniken i Uppsala (1937, rivet på 1970-talet).
Gustaf Birch-Lindgren utförde ritningar till offentliga och privata byggnader, främst lasarett och sjukhus.
- Kalmar lasarett (1937), sjukhuset i Kalmar blev typbildande med sin koncentration av behandlingsdel och "sängdel" till separata flyglar.[9]
- Uddevalla sjukhus
- Sandvikens lasarett
- Skandinaviska sjukhuset (National Medical Center), Seoul, Sydkorea, 1957 [10]
- Sahlgrenska Universitetssjukhuset (SU), Göteborg (1959)
Det nya centralkomplexet invigdes 1959 – efter ritningar av bland andra professor Elmar Lohk och arkitekt Gustaf Birch-Lindgren[11] – och inrymde 23 vårdavdelningar med 628 vårdplatser, till en kostnad av 78 miljoner kronor.[12]
- Lunds lasarett, nybyggnader
- Bergens barnklinik
- Sandträsk sanatorium, Norrbotten
- Universitetssjukhuset i Tripoli

### Sportanläggningar

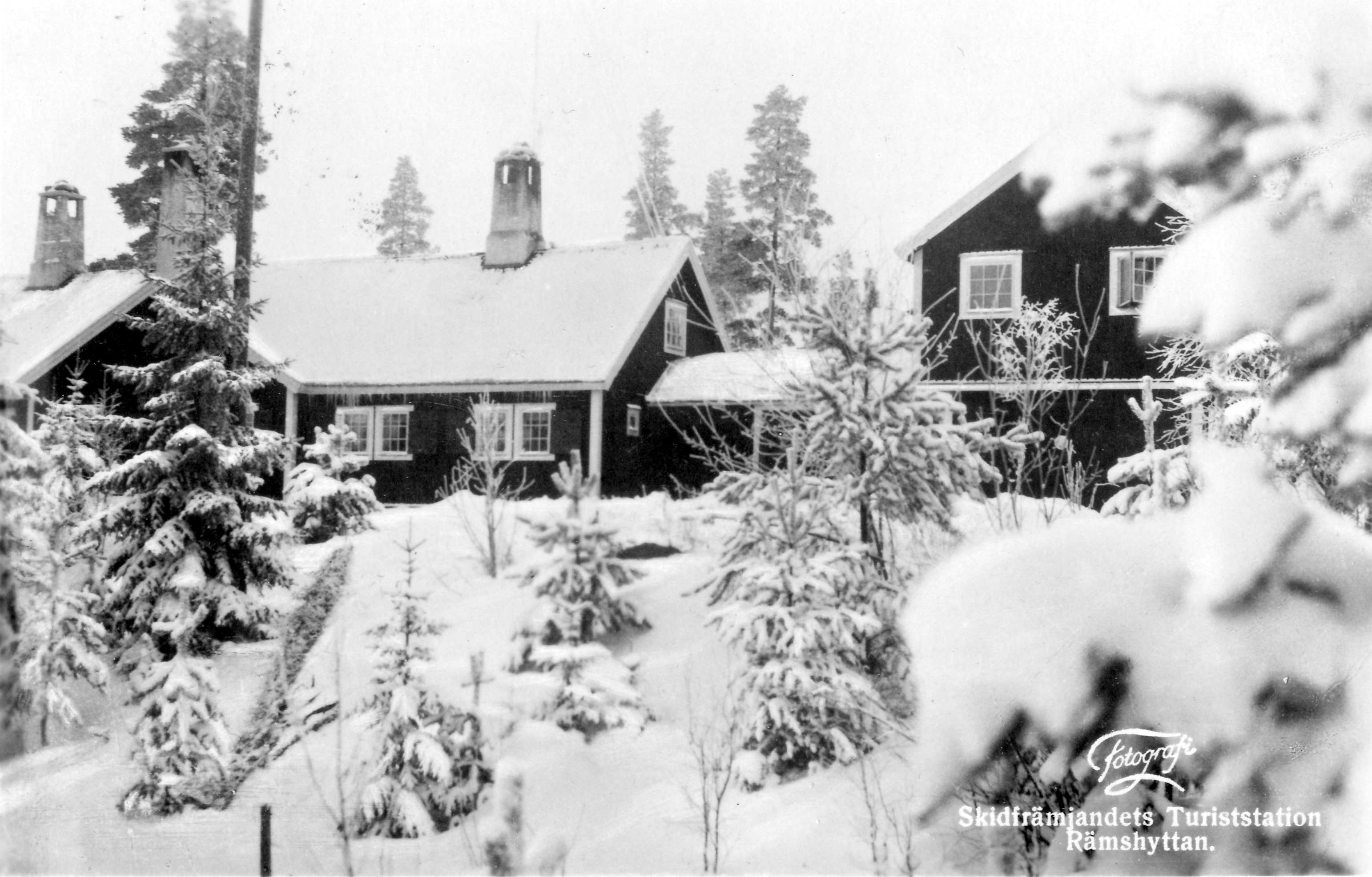
Rämshyttans turiststation 1931, vykort utgivet av Skidfrämjandets Förlag.

- Hopptornet vid Fiskartorpet i Stockholm, ritat i klassisk stil. Skidfrämjandets anläggning (Friluftsfrämjandet)
- Frostavallen i Skåne, Skidfrämjandets anläggning (Friluftsfrämjandet)
- Rämshyttan i Dalarna, Skidfrämjandets anläggning (Friluftsfrämjandet)
- Nya Högfjällshotellet i Storlien, Skidfrämjandets anläggning (Friluftsfrämjandet)
- Turiststationen Lapplandia i Riksgränsen (utbyggnation), Skidfrämjandets anläggning (Friluftsfrämjandet)
- Ombergsliden i Borghamn, Skidfrämjandets anläggning (Friluftsfrämjandet)
- Lidingö golfklubbs klubbhus (1937).
- Bofors semesteranläggning Storön, Gullspångs kommun. Stugor, restaurang mm, ca 1940.

### Krematorier

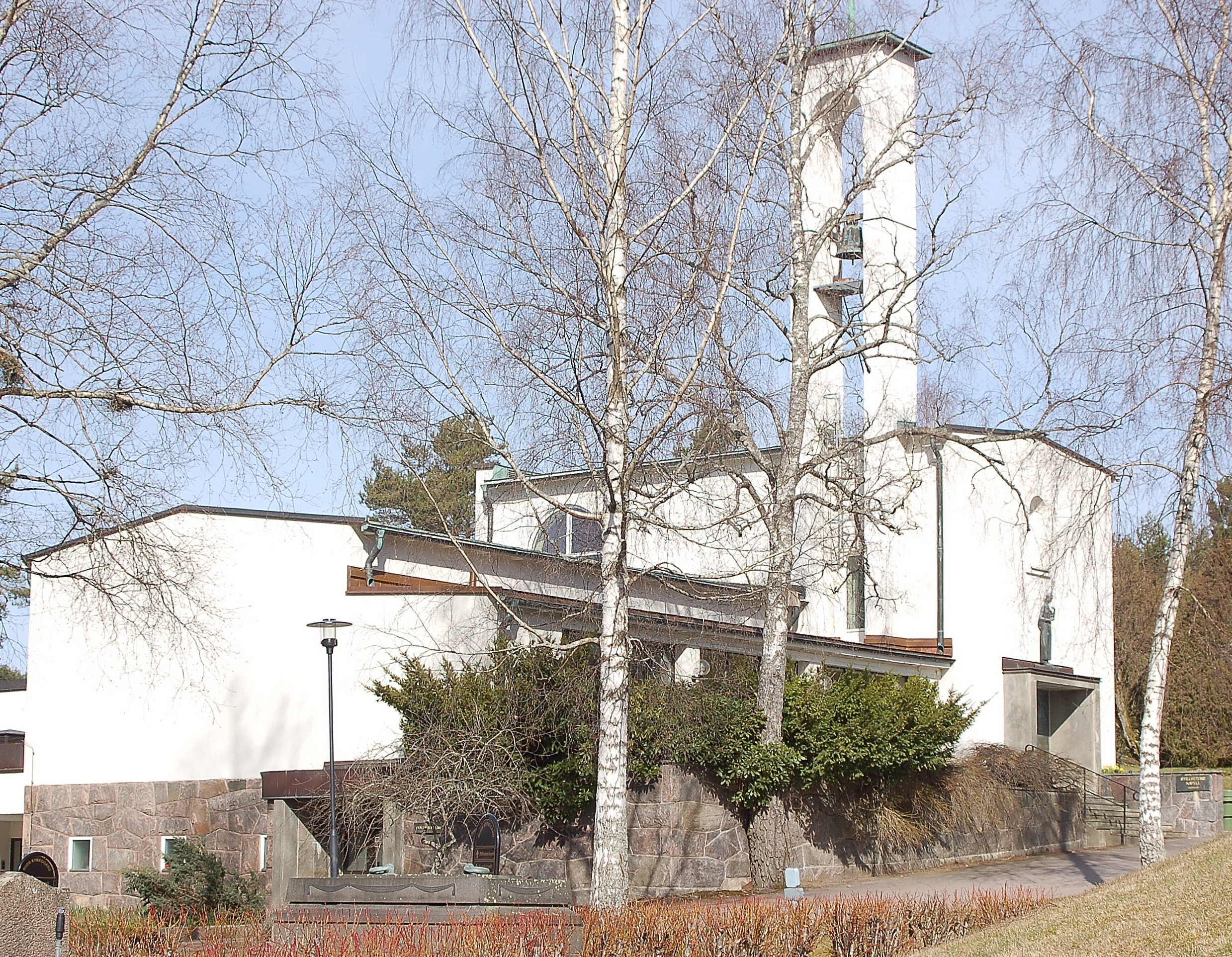
Krematoriet i Karlstad.

- Västerås krematorium
- Kalmar krematorium
- Karlstads krematorium

### Laboratorier
- Bofors laboratorium
- Nobelkruts laboratorium

### Kriminalvårdsanstalter
Han ritade också progressiva kriminalvårdsanstalter.
- Skenäs på Vikbolandet (1939)
- Anstalten Roxtuna utanför Linköping (1955)

### Brommavillan 1927

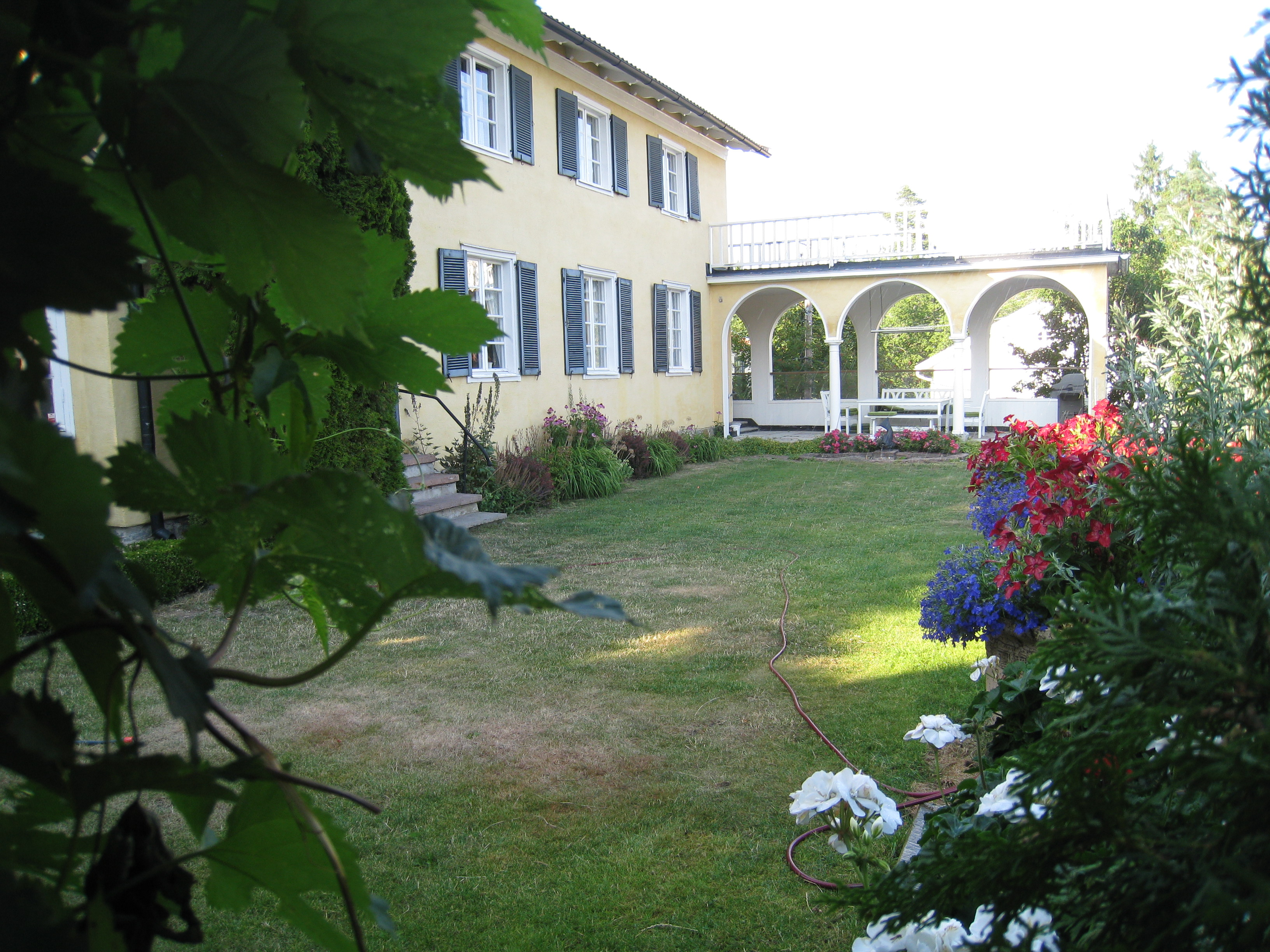
Egen villa i Bromma.

Birch-Lindgren gifte sig 1951 med Karin Scribanowitz. Han byggde ett hus för egen räkning i Bromma i västra Stockholm, på Vinghästvägen 11 i Höglandet. Han ritade huset till sig själv 1927. Det fick en italiensk stil med vinklad loggia och släta putsväggar, fönsterluckor av trä och öppen pergola. I matsalen lät han sin vän konstnären Einar Forseth måla väggarna med utsikter från Drottningholms slott.

### Höglandsskolan 1931−1938

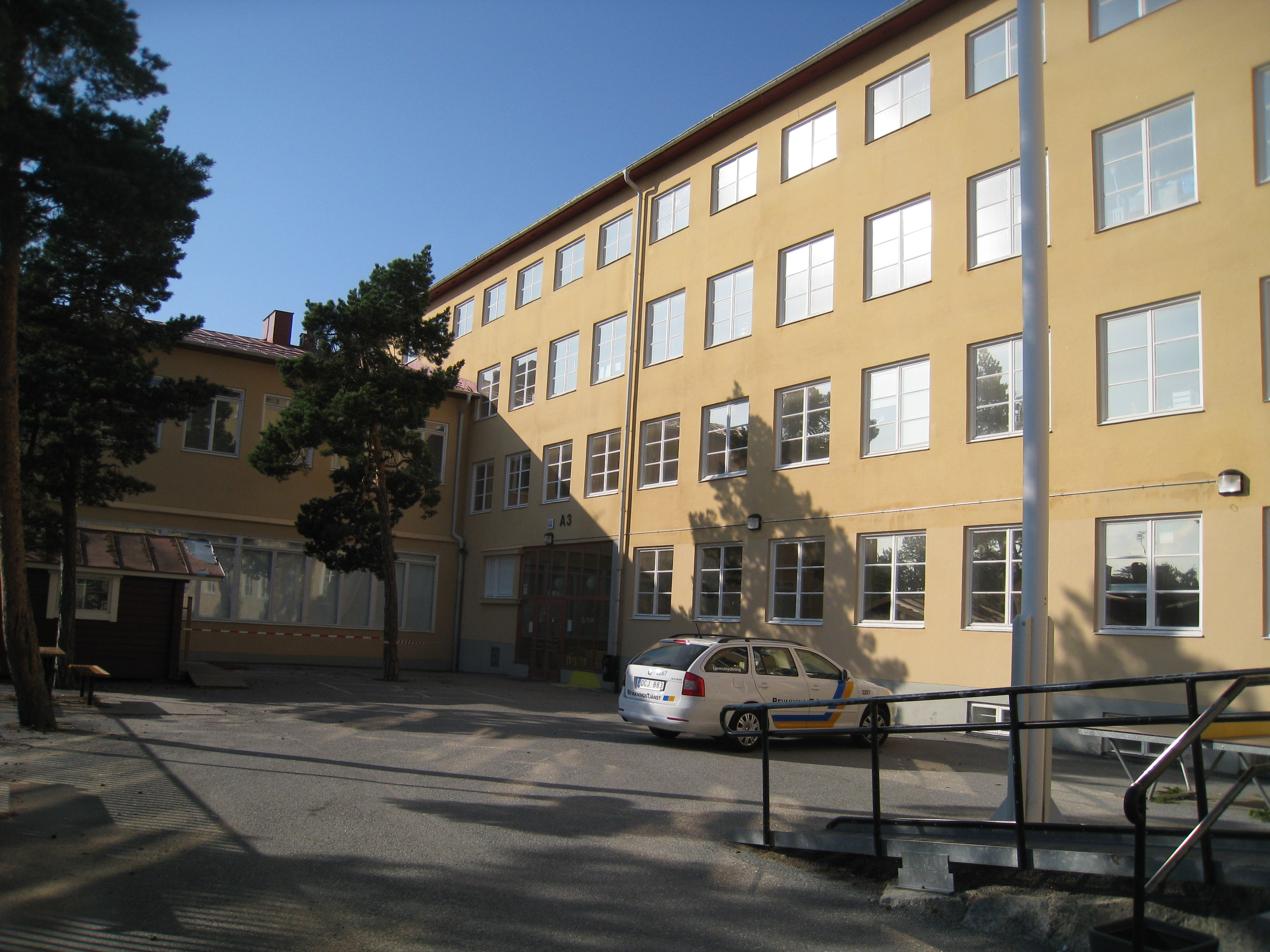
Höglandsskolan, Bromma.

Gustaf Birch-Lindgrens villa låg nära Höglandstorget och när Höglandsskolan vid Höglandstorget blev för liten fick den byggas till två gånger. Birch-Lindgren fick uppdraget att rita skolan. Han ritade både skolan och biografen. Höglandsbiografen ligger vid ena kortändan av Höglandsskolan. Den nya samlingssalen fick på kvällarna även tjänstgöra som biograf (se Höglandsbiografen). Biografen, liksom skolan, är byggd i funktionalistisk stil och uppförd i etapper 1931−1938.